# 도쿄도 제13구
도쿄도 제13구(東京都第13区)는 일본의 중의원 선거구이다. 1994년 공직선거법으로 신설되었다.

## 지역
- 아다치구 일부